# Lista najwyższych budynków we Wrocławiu

## Budynki powyżej 50 metrów
Za wysokościowce ujęte w tabelach uznane zostały budynki o wysokości co najmniej 50 metrów.
| Ranking | Nazwa budynku                                          | Lokalizacja                             | Wysokość całkowita | Wysokość do dachu | Liczba kondygnacji | Rok ukończenia budowy | Ilustracja |
| ------- | ------------------------------------------------------ | --------------------------------------- | ------------------ | ----------------- | ------------------ | --------------------- | ---------- |
| 1       | Sky Tower                                              | ul. Powstańców Śląskich 95              | 212 m              | 207 m             | 51                 | 2012                  |            |
| 2       | Dom Akademicki „Kredka”                                | ul. Grunwaldzka 69                      | 106 m              | 85 m              | 23                 | 1980                  |            |
| 3       | Quorum C                                               | ul. Sikorskiego                         | 73 m               | 73 m              | 23                 | 2024                  |            |
| 4       | Dom Akademicki „Ołówek”                                | pl. Grunwaldzki 30                      | 70 m               | 70 m              | 20                 | 1980                  |            |
| 5       | Artefakt                                               | ul. Wielka 27                           | 64 m               | 64 m              | 14                 | 2021                  |            |
| 6       | Wieżowiec Drzewieckiego 24                             | ul. Drzewieckiego 24                    | 63,9 m             | 61 m              | 19                 | 1991                  |            |
| 7       | Wieżowiec Gubińska 8                                   | ul. Gubińska 8                          | 61 m               | 58 m              | 17                 | 1992                  |            |
| 8       | Galeriowiec przy ulicy Powstańców Śląskich 46-64       | ul. Powstańców Śląskich 46-64           | 60 m               | 56 m              | 16                 | 1992                  |            |
| 9       | MidPoint 71                                            | ul. Powstańców Śląskich 9               | 56 m               | 56 m              | 14                 | 2022                  |            |
| 10      | Atal Towers                                            | ul. Sikorskiego                         | 55 m               | 55 m              | 18                 | 2018                  |            |
| 10      | Angel River                                            | ul. Walońska                            | 55 m               | 55 m              | 17                 | 2018                  |            |
| 10      | Carbon Tower                                           | ul. Robotnicza                          | 55 m               | 55 m              | 15                 | 2019                  |            |
| 10      | Arkady Wrocławskie                                     | ul. Powstańców Śląskich 2-4             | 55 m               | 55 m              | 13                 | 2007                  |            |
| 10      | Grunwaldzki Center                                     | plac Grunwaldzki                        | 55 m               | 55 m              | 13                 | 2008                  |            |
| 10      | Millenium Tower II (kompleks Millenium Towers Wrocław) | ul. Robotnicza, Strzegomska 42B         | 55 m               | 54 m              | 13                 | 2008                  |            |
| 10      | Millenium Tower IV (kompleks Millenium Towers Wrocław) | ul. Robotnicza, Strzegomska 42A         | 55 m               |                   | 13                 | 2013                  |            |
| 10      | Apartamenty INNOVA                                     | ul.Jesionowa 43                         | 4 x 55m            | 55 m              | 17                 | 2017                  |            |
| 10      | Kompleks Browary Wrocławskie                           | ul. Jedności Narodowej 248D             | 55 m               | 54 m              | 17                 | 2023                  |            |
| 11      | Centrum Południe Budynek C                             | ul. Powstańców Śląskich 15/17           | 54,90 m            | 54,90 m           | 15                 | 2022                  |            |
| 11      | Odra Tower                                             | ul. Generała Władysława Sikorskiego 2/8 | 54,9 m             | 54,5 m            | 17                 | 2013                  |            |
| 12      | Silver Tower Center                                    | pl. Konstytucji 3 Maja                  | 54,65 m            | 54,65 m           | 13                 | 2014                  |            |
| 13      | Wieżowce przy pl. Grunwaldzkim                         | pl. Grunwaldzki 4                       | 54 m               | 54 m              | 17                 | 1967–1975             |            |
| 13      | Wieżowce przy pl. Grunwaldzkim                         | ul. Grabiszyńska 9                      | 52 m               | 52 m              | 17                 | 1977                  |            |
| 13      | Wieżowce przy pl. Grunwaldzkim                         | pl. Grunwaldzki 6                       | 54 m               | 54 m              | 17                 | 1967–1975             |            |
| 13      | Wieżowce przy pl. Grunwaldzkim                         | pl. Grunwaldzki 8                       | 54 m               | 54 m              | 17                 | 1967–1975             |            |
| 13      | Wieżowce przy pl. Grunwaldzkim                         | pl. Grunwaldzki 10                      | 54 m               | 54 m              | 17                 | 1967–1975             |            |
| 13      | Wieżowce przy pl. Grunwaldzkim                         | pl. Grunwaldzki 16                      | 54 m               | 54 m              | 17                 | 1967–1975             |            |
| 13      | Wieżowce przy pl. Grunwaldzkim                         | ul. Marii Curie-Skłodowskiej 15         | 54 m               | 54 m              | 17                 | 1967–1975             |            |
| 13      | Galeriowiec przy ulicy Powstańców Śląskich 82-94       | ul. Powstańców Śląskich 82-94           | 54 m               | 53 m              | 15                 | 1994                  |            |
| 14      | BM Gubińska 1                                          | ul. Gubińska 1                          | 52 m               | 50 m              | 16                 | 1973                  |            |
| 15      | BM Czarnieckiego 9                                     | ul. Czarneckiego                        | 50 m               | 50 m              | 17                 | 1978                  |            |
| 15      | BM Zachodnia 10                                        | ul. Zachodnia                           | 50 m               | 50 m              | 17                 | 1986                  |            |
| 15      | BM Czarnieckiego 5                                     | ul. Czarnieckiego                       | 50 m               | 50 m              | 17                 | 1986                  |            |
| 15      | Apartamenty Strzegomska                                | ul. Strzegomska                         | 50 m               | 48 m              | 14                 | 2008                  |            |
| 15      | BM Promenady Wrocławskie                               | ul. Słonimskiego                        | 50 m               | 50 m              | 17                 | 2020                  |            |

## Wieżowce w budowie powyżej 50 metrów
| Nazwa budynku          | Lokalizacja             | Wysokość | Liczba pięter | Planowany rok ukończenia |
| ---------------------- | ----------------------- | -------- | ------------- | ------------------------ |
| Quorum B               | ul. Sikorskiego         | 137,3 m  | 38            | 2026                     |
| The Upper House        | ul. Walońska            | 65 m     | 18            | 2025                     |
| Legnicka Vita Develia  | ul. Legnicka 52a        | 60 m     | 16/18         | 2026                     |
| Archicom Powstańców 7D | ul. Powstańców Śląskich | 60 m     | 17            | 2026                     |

## Wieżowce proponowane powyżej 50 metrów
| Ranking | Nazwa budynku          | Lokalizacja           | Wysokość | Liczba pięter | Rok rozpoczęcia budowy |
| ------- | ---------------------- | --------------------- | -------- | ------------- | ---------------------- |
| 6       | Budynek Wysokościowy A | ul. Krakowska, Wilcza | 75 m     | 21            | ?                      |
| 7       | Budynek Wysokościowy B | ul. Krakowska, Wilcza | 68 m     | 20            | ?                      |